# Draba supravillosa
Draba supravillosa är en korsblommig växtart som beskrevs av Andrej Pavlovich Khokhrjakov. Draba supravillosa ingår i släktet drabor, och familjen korsblommiga växter. Inga underarter finns listade i Catalogue of Life.